# Вилюнов, Владимир Никифорович
Владимир Никифорович Вилюнов (30 марта 1930 года, Бийск — 24 июня 1992 года, Томск) — советский учёный в области физики горения и взрыва.

## Биография
Родился в семье служащих.
В 1953 году окончил Томский государственный университет (ТГУ), спецотделение физического факультета. С 1953 года работал в СФТИ.
Кандидат физико-математических наук (1962).
С 1962 года преподавал в ТГУ, доцент спецкафедры № 1 (ныне — кафедры прикладной газовой динамики и горения). С 1964 года — на кафедре математической физики физико-технического факультета ТГУ, доцент, с 1967 года — профессор, в 1963—1965 и 1966—1992 годах — заведующий кафедрой. Доктор физико-математических наук (1967).
После создания в 1968 году НИИПММ ТГУ — научный руководитель отдела газовой динамики и физики горения Института.

## Научная деятельность
Вёл исследования в области физики горения и взрыва, течений реагирующих газовых сред. Определил особенности зажигания реакционноспособных конденсированных и газовых систем накалённой поверхностью, потоком лучистой энергии, энергией искры, условия выхода процесса горения на стационарный режим. Параллельно разрабатывал численные методы решения задач горения.
Изучал процессы эрозионного горения твердых топлив, в частности, при учёте турбулентности и акустического воздействия. В теории эрозионного горения введен и используется параметр Вилюнова. Получил известность адиабатический метод Вилюнова по определению временных характеристик при зажигании тела потоком тепла.
Предложил аналитические (асимптотические) методы анализа процессов зажигания газовой смеси горячим телом, очагового воспламенения реакционноспособных тел, стационарного горения в потоке газа.
Подготовил более 40 кандидатов и 7 докторов наук. Автор более 200 научных публикаций.